# Payada

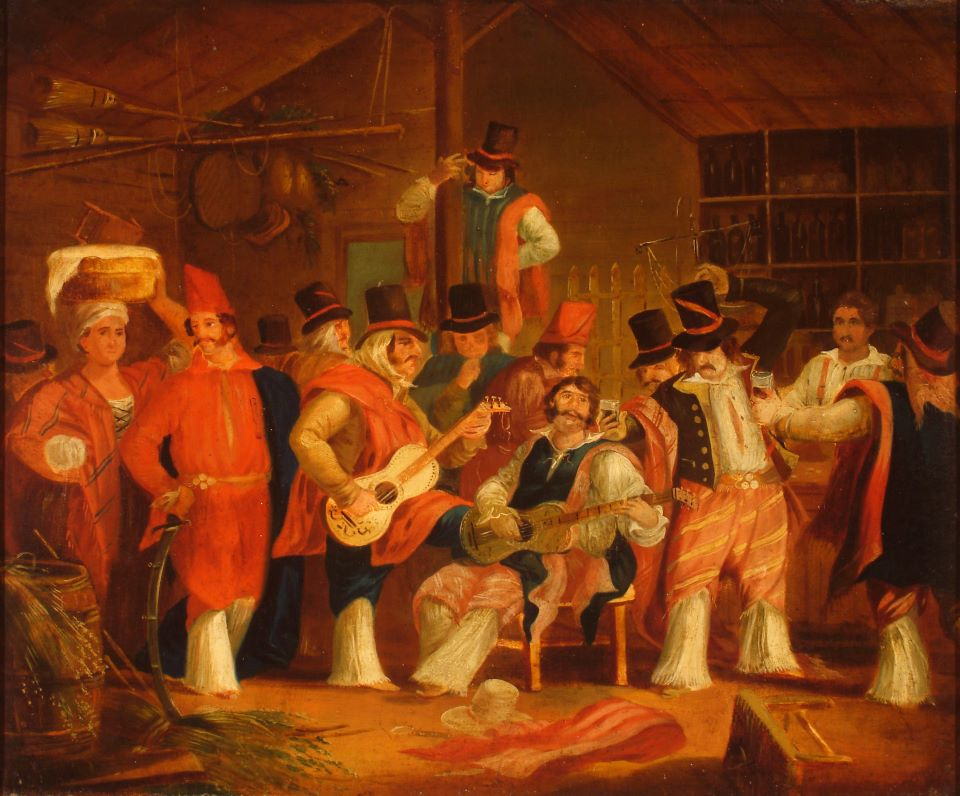
Payada en una pulpería, de Carlos Morel.

La payada es un arte poético musical perteneciente a la cultura hispánica, que adquirió un gran desarrollo en diferentes regiones de América, en el que una persona, el payador, improvisa un recitado en rima acompañado de una guitarra. Cuando la payada es a dúo se denomina «contrapunto» y toma la forma de un duelo cantado, en el que cada payador debe contestar payando las preguntas de su contrincante, para luego pasar a preguntar del mismo modo. Estas payadas a dúo suelen durar horas, a veces días, y terminan cuando uno de los cantores no responde inmediatamente a la pregunta de su contendiente.
Es un arte emparentado con el versolarismo vasco, la regueifa gallega, la mediatuna dominicana, el trovo alpujarreño y el repentismo cubano. Este tipo de «discusión dialéctica» responde a un patrón que ha estado presente en un gran número de culturas, y forma parte de la tradición asiática, de las culturas griega y romana y de la historia del Mediterráneo musulmán.
El año 2010 la payada fue declarada patrimonio cultural de Uruguay y en el 2016 patrimonio cultural inmaterial del Mercosur.

## Etimología
La palabra del español rioplatense payada (escrita en Chile muchas veces como pallada) sería la derivación de la española caló payo (campesino, paisano), relacionada con el catalán pagès. Tales palabras al parecer derivan de la palabra pago y de la latina pagus. Esta información se encuentra explicada en El payador, de Leopoldo Lugones (1916).
Joan Coromines, en su Diccionario crítico etimológico de la lengua castellana, en cambio entrega una explicación más aceptada en la actualidad:
"Pallar, amer., 'improvisar coplas en controversia con otro cantor', 1855, primitivamente 'entresacar la parte más rica de los minerales', 1637. Del quichua pállai, 'recoger del suelo, cosechar'. El cambio de significado se explica porque el pallador elige las palabras más apropiadas para su réplica, como el minero escoge la parte mejor del mineral. La grafía payar, empleada en la Argentina, históricamente es incorrecta y está en desacuerdo con la pronunciación de las zonas que distinguen ll de y.
Deriv. Palia, 'controversia del tipo descrito'. Pallada, íd. Pallador (pay-).
En aimara, lengua original de la zona andina invadida por la cultura Inca a mediados del siglo XV, la palabra Paya significa el número 2, que es además el número de personas que participan en la payada. Payar es cortar o cortar en dos; Payada es un enlace, cruce, mezcla o tejido en el españolismo de la palabra".

## Características de la payada
La payada puede ser obra de un solo payador sin contrapunto (sin otro payador que le responda) o con contrapunto (con otro e incluso otros payadores que les respondan). Una de las características de la payada es la repentización, es decir la improvisación rápida de los versos. Los versos son siempre octosílabos. Un ejemplo ideal de payada (en este caso ficticia) de un solo payador es la del Martín Fierro. Es posible encontrar referencias que dicen que Martín Fierro es una payada con estrofas de 8 versos. Sin embargo las estrofas de este poema son de 6 versos.
La rima es consonante, respetando la fonética de los payadores haciendo equivalentes a los fonemas de c/z con la s y de la ll con la y.  Por otra parte, algunos payadores pueden mantener arcaísmos derivados de andalucismos como ao por ado o la elisión de las consonantes finales especialmente la s.
La tonalidad frecuente en la payada es en mi menor.
Las payadas se basan en el punteo de las cuerdas de la guitarra mientras se acompaña el canto del payador, aunque puede finalizarse con un rasgueo.

## La payada en Argentina y Uruguay

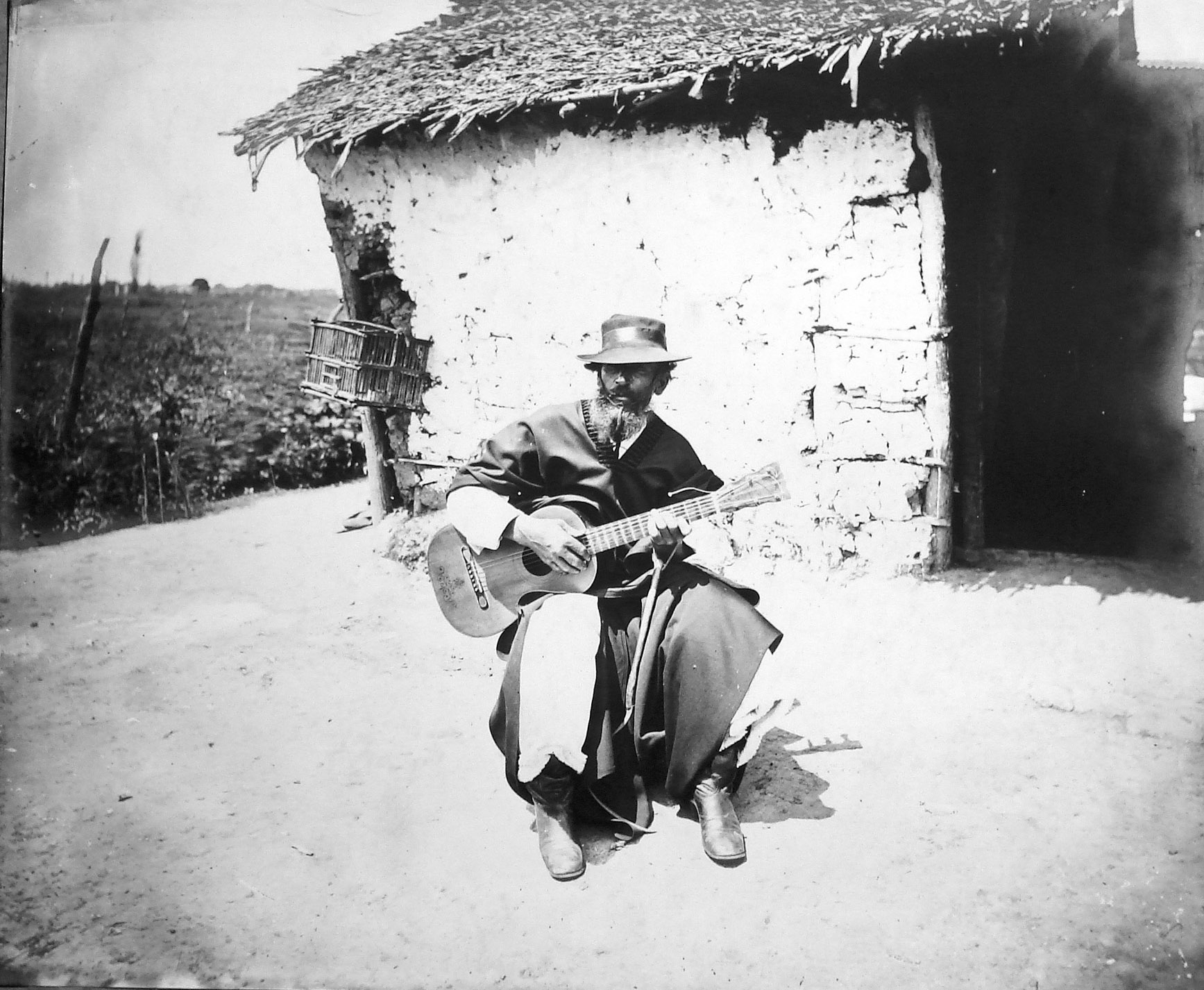
Payador con su guitarra c. 1886.

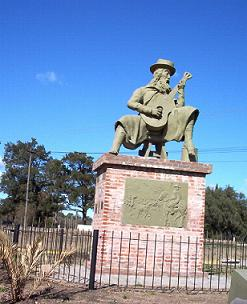
Estatua del Payador, en Tres Arroyos (provincia de Buenos Aires).

Como antecedente a la aparición de este arte en el Río de la Plata, puede encontrarse la obra de Bartolomé Hidalgo, nacido en Montevideo en 1788, quien es considerado el primer poeta gauchesco. La fecha de su nacimiento (24 de agosto) fue establecida por ley como el "Día del Payador" en Uruguay.
En Argentina se estableció el 23 de julio como "Día del Payador" en recuerdo de la famosa payada celebrada entre Juan de Nava y Gabino Ezeiza en 1884, en Paysandú, la cual ganó el legendario Gabino Ezeiza con la improvisación de lo que después sería su canción Saludo a Paysandú.
El primer payador cuyo nombre se registra fue un soldado que luchó contra las invasiones inglesas (1806-1807): Simón Méndez, apodado Guasquita.
En Argentina y Uruguay la payada forma parte de la cultura gauchesca. Santos Vega (f. c. 1836) es considerado como el payador por excelencia, aunque tiene continuadores hasta la actualidad 
En la Payada de la vaca, el conjunto argentino humorístico de instrumentos informales Les Luthiers describe con humor y de manera didáctica las octavillas utilizadas en esta forma folclórica.

## La payada en el sur de Brasil
Como parte de la región y la cultura gauchesca, el sur de Brasil, en especial en el estado de Río Grande del Sur, comparte con Argentina y Uruguay la práctica de la payada, denominada allí también pajada, palabra que en portugués se pronuncia igual.
En Brasil, las "pajadas" son cantadas en versos de décima espinela, con acompañamiento musical de un músico de apoyo, normalmente siguiendo el estilo de milonga. El payador o pajador en Brasil es considerado un repentista, nombre con que se conocen en ese país los artistas que cantan improvisando los versos.
En Rio Grande do Sul, se estableció el 30 de enero como Día do Pajador Gaúcho (Día del Payador Gaucho), en homenaje a uno de los payadores más renombrados de la cultura gaúcha brasileña, Jayme Caetano Braun (1924-1999), que nació en ese día.
En la actualidad el más conocido dentro y fuera del Brasil es Paulo de Freitas Mendonça (1957-).

## La paya en Chile
La paya se desarrolló en Chile desde la Colonia, y es un arte muy popular en la Zona Central de Chile y parte importantísima de la cultura campesina o huasa. Las estrofas más utilizadas son la cuarteta y la décima. El legendario contrapunto entre el mulato Taguada y don Javier de la Rosa, ocurrido hacia 1830 en San Vicente de Tagua Tagua, es la narración más importante de esta tradición, considerándose el acontecimiento fundacional de este arte en el país.
Desde fines del siglo XIX las poesías se imprimieron al estilo de la literatura de cordel y este verso se denominó «lira popular». En ella destacaron Daniel Meneses, Rosa Araneda, Hipólito Casas Cordero, Juan Bautista Peralta, Nicasio García, etc.

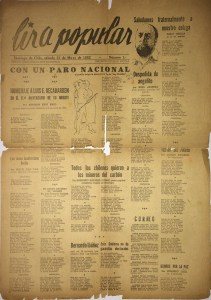
Lira Popular de los años 1950.

En la década de 1950 se publicaron los versos con importante contenido político y de análisis de la sociedad en los diarios: Noticias Gráficas, Nueva Democracia y El Siglo, donde se publicaron versos de importantes cultores como Maclovio Fuentes, Lázaro Salgado, Camilo Rojas y Jorge Obrero del Carbón; por la situación del país, muchos de ellos publicaron con seudónimos.
En los años 1950, Santos Rubio, el cantor popular ciego, llevó las payas a las compañías disqueras; durante los siguientes años se publicaron discos y casetes con grabaciones de encuentros de payadores. Durante la dictadura, los llamados «Cuatro Payadores de Chile» (Pedro Yáñez, Jorge Yáñez, Benedicto «Piojo» Salinas y Santos Rubio) enfocaron su arte como bandera de lucha, en contraposición a los denominados «payadores designados», quienes le dieron al género un tinte más cómico y basado en la improvisación, y quienes sí tenían tribuna en los medios de comunicación por no oponerse al régimen autoritario. Durante los años 1990, en Radio Umbral, se mantuvo un programa semanal de payas donde los payadores Pedro Yáñez y Eduardo Peralta respondían a las propuestas y desafíos que el público les pedía telefónicamente.
En la actualidad, los payadores chilenos se congregan en la Asociación Gremial Nacional de Trabajadores de la Poesía Popular, Poetas y Payadores de Chile (AGENPOCH), reuniéndose periódicamente en diversos eventos en el barrio Yungay de Santiago, Pirque, Valparaíso y la región del Biobío. En la Patagonia chilena está presente la cultura gaucha y se paya con un estilo similar al Argentino y Uruguayo.
Entre los estudiosos y exponentes de la paya chilena se incluyen a Rodolfo Lenz, Antonio Acevedo Hernández, Juan Uribe Echeverría, Manuel Danneman, Raquel Barros, Violeta Parra, Margot Loyola y Moisés Chaparro. Contiene los siguientes tipos de duelos poéticos:
- Contrapunto: Duelo poético décimas o cuartetas improvisadas, que se desarrolla entre dos payadores en relación con un fundado o tema.

- Banquillo: Uno de los payadores se sienta en un banquillo imaginario y los demás payadores "lo fusilan" a preguntas respecto a un tema de sabiduría e ingenio. Tanto las preguntas como las respuestas son realizadas en cuartetas.

- Décimas con pie forzado: El pie forzado es un vocablo octosilábico propuesto por el público, y que el payador debe incluir en su décima improvisada, usualmente insertándolo en el remate de su décima.

- Canto a dos razones: Modalidad en la cual dos payadores elaboran dos vocablos cada uno (línea o renglón), alternados hasta completar la décima. Comúnmente, la despedida luego de un juego de improvisación se realiza a dos razones.[18]

## La piqueria en Colombia
Según la tradición, Francisco Moscote, llamado "Francisco El Hombre", se enfrentó al diablo en una "piqueria" vallenata (una de las versiones colombianas de la payada, como también lo son la trova antioqueña y el contrapunteo llanero), en duelo de versos y ejecución del acordeón, que al final ganó al cantar el credo católico al revés, ante lo cual su adversario huyó despavorido; el personaje de "Francisco El Hombre" es mencionado repetidamente por Gabriel García Márquez en su novela Cien Años de Soledad.